# Parupeneus
Parupeneus Bleeker, 1863 è un genere di pesci perciformi tropicali appartenenti alla famiglia Mullidae.

## Distribuzione e habitat
Questo genere, che ha acqua salmastra come habitat naturale, è spesso diffuso vicino alle coste dell'oceano Indiano, dell'oceano Atlantico e dell'Oceano Pacifico.

## Descrizione
Tutte le specie di questo genere sono dotate di barbigli. La specie di maggiori dimensioni è P. barberinus, che in casi eccezionali raggiunge i 60 cm.
La forma del corpo è spesso leggermente compressa sull'addome; la pinna caudale è biforcuta.

## Tassonomia
- Parupeneus angulatus Randall & Heemstra, 2009

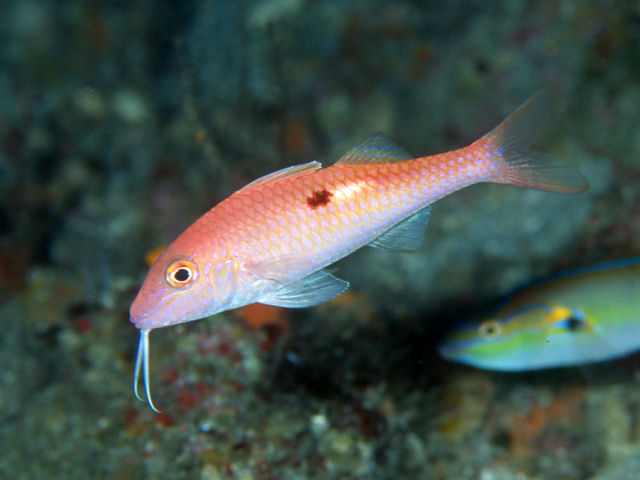
Parupeneus sp.

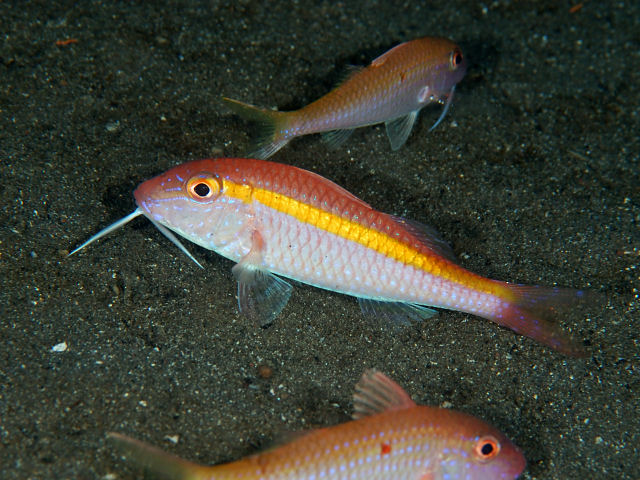
Parupeneus chrysopleuron

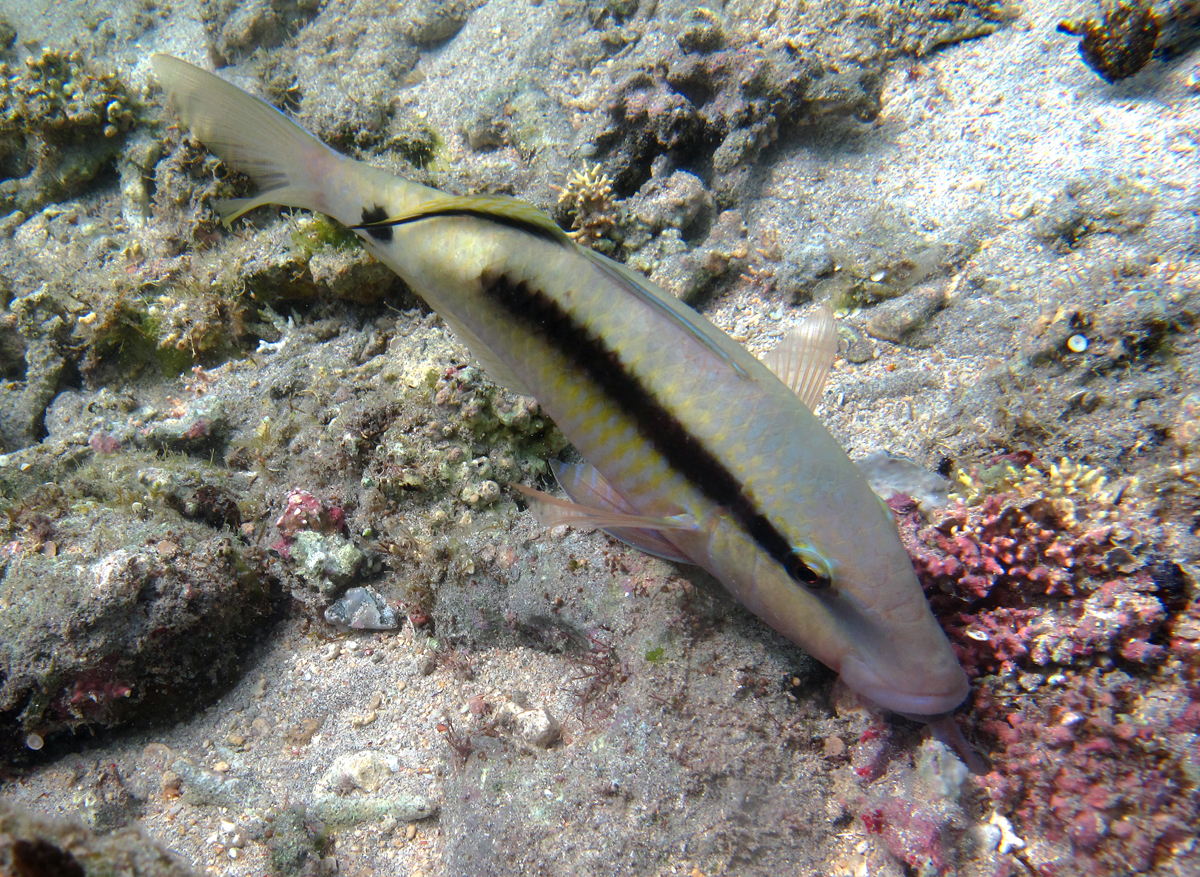
Parupeneus macronemus

- Parupeneus barberinoides (Bleeker, 1852)
- Parupeneus barberinus (Lacépède, 1801)
- Parupeneus biaculeatus (Richardson, 1846)
- Parupeneus chrysonemus (Jordan & Evermann, 1903)
- Parupeneus chrysopleuron (Temminck & Schlegel, 1843)
- Parupeneus ciliatus (Lacépède, 1802)
- Parupeneus crassilabris (Valenciennes, 1831).
- Parupeneus cyclostomus (Lacépède, 1801)
- Parupeneus diagonalis Randall, 2004
- Parupeneus forsskali (Fourmanoir & Guézé, 1976)
- Parupeneus fraserorum Randall & King, 2009
- Parupeneus heptacanthus (Lacépède, 1802)
- Parupeneus indicus (Shaw, 1803)
- Parupeneus insularis Randall & Myers, 2002
- Parupeneus jansenii (Bleeker, 1856)
- Parupeneus louise Randall, 2004
- Parupeneus macronemus (Lacépède, 1801)
- Parupeneus margaritatus Randall & Guézé, 1984
- Parupeneus minys Randall & Heemstra, 2009
- Parupeneus moffitti Randall & Myers, 1993
- Parupeneus multifasciatus (Quoy & Gaimard, 1824)
- Parupeneus nansen Randall & Heemstra, 2009
- Parupeneus orientalis (Fowler, 1933)
- Parupeneus pleurostigma (Bennett, 1831)
- Parupeneus porphyreus (Jenkins, 1903)
- Parupeneus posteli Fourmanoir & Guézé, 1967
- Parupeneus procerigena Kim & Amaoka, 2001
- Parupeneus rubescens (Lacépède, 1801)
- Parupeneus seychellensis (Smith & Smith, 1963)
- Parupeneus spilurus (Bleeker, 1854)
- Parupeneus trifasciatus (Lacépède, 1801)